# Ralph Kabisch
Ralph Kabisch ist ein ehemaliger Fluchthelfer an der innerdeutschen Grenze.

## Werdegang
Kabisch war Mitglied einer studentischen Fluchthelfergruppe um Wolfgang Fuchs. Zwischen April und Oktober 1964 grub die Gruppe aus einer angemieteten Bäckerei im Haus Bernauer Straße 97 einen Fluchttunnel nach Ost-Berlin, später Tunnel 57 benannt. Zwischen dem 2. Oktober und dem 4. Oktober 1964 gelangen 57 Personen durch den Stollen nach West-Berlin.
Später half er weiteren DDR-Bürgern in einem umgebauten Cadillac bei der Flucht. 1967 wurde er in Prag verhaftet.

## Ehrungen
- 2012: Verdienstkreuz am Bande der Bundesrepublik Deutschland